# Федерация хоккея Эстонии
Эстонская хоккейная федерация (эст. Eesti Jäähokiliit) — организация, которая занимается проведением соревнований по хоккею на территории Эстонии. Федерация образована 4 мая 1992 года, член Международной федерации хоккея с шайбой с 17 февраля 1935 по 27 апреля 1946 года и снова с 1992 года. Основной задачей перед федерацией хоккея стоит популяризация и развитие хоккея в Эстонской Республике.
В стране 14 клубов, 1303 игрока (125 из них взрослые), 10 крытых ледовых арен и 23 открытые ледовые площадки. 26 арбитров, обслуживающие игры чемпионата Эстонии во всех возрастных классах.
Крупнейшая арена: Тондираба (главная арена вмещает 5840 зрителей) в Таллине.

## История
Хоккей с шайбой начал развиваться в Эстонии в начале 1930-х годов в Таллине и Тарту. Несмотря на то, что в 1935 году Эстония вступила в МФХСШ, сборная не участвовала в международных турнирах, а ограничивалась товарищескими матчами со сборными Финляндии, Латвии и Литвы. Ведущие клубы Эстонии участвовали в чемпионатах СССР: «Динамо» (Таллин) — 1946—1953 (высшая лига), «Кренгольм» (Нарва) и «Таллекс» (Таллин) — 1975-1992 (вторая и первая лига).
Первые пять чемпионатов Эстонии были проведены в 1934-1940 годах. Чемпионами Эстонии стали: «Калев» (Таллин) - 2 , АСК (Тарту) - 2 , «Спорт» (Таллинн) - 1 раз. Чемпионы Эстонии в 1990-е годы: «Кренгольм» (Нарва) - 1992-1996, 1998, «Вялк 494» (Тарту) - 1997, 1999.
Сборная Эстонии свой первый международный матч провела 20 февраля 1937 года в Хельсинки со сборной Финляндии и уступила 1:2. На рубеже 1930 - 40-х годов сборная Эстонии сыграла лишь 8 матчей. Последний матч состоялся 5 марта 1941 года в Каунасе со сборной Литвы и завершился победой 2:0. Через 51 год сборная Эстонии возобновила своё существование, свой первый матч она провела 6 ноября 1992 года в Риге против сборной Литвы и победила 6:1. Лучшее достижение команды на ЧМ - третье место в группе «В» в 1998 году. На зимних Олимпийских играх не выступала.
Лучшими игроками ЧМ признавались: защитник Вячеслав Кульпин, нападающие Эдуард Валиуллин и Игорь Осипенков.
Сильнейшие игроки Эстонии разных лет:
- Вратари: А. Ахи, В. Скворцов, А. Терентьев;
- Защитники А. Агневщиков, Г. Рыжков, В. Кульпин, А. Трубачев, Д. Родин, Г. Починок, П. Силдре, Н. Кухарук, Е. Варламов;
- Нападающие: Э. Валиуллин, И. Осипенков, И. Логинов, М. Коршунов, А. Захаров, В. Лебедев, О. Силдре, Т. Суурсоо, Д. Конышев, С. Морковников, С. Бойков, А. Пузанов, М. Парвоя, А. Дмитриев, Г. Козлов, М. Козлов, А. Зорн, С. Тулзаков, Д. Раскидаев, А. Филиппов, М. Мурмило, В. Андреев, А. Макров, Р. Рооба.

## Известные клубы
- Нарва ПСК
- Тарту Вялк 494
- ХК Эверест
- Виру Спутник
- ХК Пантер